# Richard Rodgers
Richard Charles Rodgers (New York, 28 giugno 1902 – New York, 30 dicembre 1979) è stato un musicista, compositore e paroliere statunitense.
È la prima persona ad aver conseguito l'EGOT e, insieme a Marvin Hamlisch, una delle due persone ad aver conseguito il PEGOT, avendo ricevuto il premio Pulitzer per Oklahoma!.

## Biografia
Cresciuto in un'agiata famiglia di origine ebraica, iniziò gli studi di pianoforte a sei anni. e compose la sua prima melodia all'età di 14 anni. Ancora giovane incontrò l'autore di testi Lorenz Hart, con il quale diede avvio a una lunga e prolifica collaborazione artistica. Il debutto della coppia d'autori avvenne a Broadway nel 1919, con la canzone Any Old Place With You dal musical A Lonely Romeo. Grazie al raffinato gusto melodico di Rodgers e alla squisita vena descrittiva di Hart, la coppia conquista in breve i palcoscenici americani ed inglesi grazie a spettacoli come Dearest Enemy (1925), The Girl Friend (1926), Peggy-Ann (1926), A Connecticut Yankee (1927), forse il loro più grande successo, e Present Arms (1928). Nel 1925 ottiene un vero successo la loro canzone Manhattan.
Negli anni trenta, dopo una breve parentesi ad Hollywood, la coppia torna a Broadway e realizza spettacoli di grande successo, come On Your Toes (1936), Babes In Arms (1937) e la celebre Pal Joey (1940). La coppia Rodgers & Hart lancia canzoni ormai divenute classici del jazz, tra le quali si ricordano Blue Moon, Isn't It Romantic?, My Romance, Little Girl Blue, There's a Small Hotel, Where Or When, My Funny Valentine, The Lady Is a Tramp e Bewitched, Bothered and Bewildered.
Dopo la morte di Hart nel 1943, Rodgers avvia una fortunatissima collaborazione con lo scrittore e paroliere Oscar Hammerstein II. Insieme formano il duo Rodgers e Hammerstein, che realizza una serie di musical oggi considerati storici, a cominciare da Oklahoma! (1943), che ha rivoluzionato il modo di fare spettacoli a Broadway; se prima un musical era perlopiù una commedia inframmezzata da canzoni solo vagamente connesse all'intreccio e quindi facilmente estrapolabili o intercambiabili, con Oklahoma! la componente musicale diventa parte drammatica integrante della narrazione: le canzoni e le danze portano avanti l'azione, piuttosto che sottolinearla, e sono strettamente e dettagliatamente legate ai personaggi e alle situazioni particolari che essi vivono in quella storia.
Su questo modello, diventato poi uno standard sempre più accettato anche dagli altri autori, vengono creati da Rodgers e Hammerstein Annie Get Your Gun (1946), con Rodgers e Hammerstein II quali produttori, essendo di Irving Berlin musiche e testi, questi ultimi su libretto originario di Herbert Fields e di sua sorella Dorothy,  South Pacific (1949), entrambi vincitori di un premio Pulitzer, The King and I (1951) e The Sound of Music (1959). La coppia vince ben 35 Tony Awards. Dopo la morte di Hammerstein nel 1960, Rodgers continua a lavorare occasionalmente per il teatro fino a poco tempo prima di morire, all'età di settantasette anni.
Rodgers è stato in primo piano sulla scena musicale americana per oltre mezzo secolo quale autore di 43 produzioni musicali e di oltre 900 canzoni.
Le sue condizioni di salute erano cominciate a declinare nel 1974, quando fu sottoposto a tracheotomia per cancro alla gola. Si spense alle 22,28 di domenica 30 dicembre del 1979 nell'appartamento ove abitava al "Pierre", l'elegante hotel sulla Quinta Avenue di New York. Fu cremato e le sue ceneri sparse nel mare. 

## Spettacoli teatrali
- On Your Toes (1936)
- Babes In Arms (1937)
- Too Many Girls (Broadway, 18 ottobre 1939)
- Pal Joey (1940)
- Oklahoma! (1943)
- Annie Get Your Gun (1946)
- South Pacific (1949)
- The King and I (1951)
- The Sound of Music (1959)

## Filmografia
- Il denaro non è tutto (Higher and Higher), regia di Tim Whelan (1943)

## Premi e riconoscimenti
Il suo nome è stato inserito nella Songwriters Hall of Fame.